# Brodriguesia
Brodriguesia é um género botânico pertencente à família Fabaceae.